# 希尔道
希尔道（發音：[ˈʃɪldaʊ] ⓘ）是德国萨克森州北萨克森县曾经的一个市镇，面积74.60平方千米，2011年12月31日人口为3,522人。2013年1月1日，希尔道与市镇贝尔根合并为市镇贝尔根-希尔道。

## 历史
1170年，希尔道首次出现在一份文献里。当地发现的一些石器时代遗迹证明在史前当地就已经有人生活了。
1574年—1578年獵巫时，希尔道也有两名妇女被控。
1994年1月1日，周边的两个市镇并入希尔道。1999年1月1日，另外两个市镇被合并。
希尔道一直希望和托尔高合并，与其它周边市镇的合并均被市议会否决。2013年1月1日，贝尔根与希尔道合并。

## 地理
希尔道位于托尔高西南西，几乎完全被森林包围。周边城市有托尔高（13千米）、武尔岑（19千米）等。87号联邦公路在市区北方通过。周围有大面积的自然和风景保护区。

## 文化

### 名胜
- 圣玛利亚教堂，拥有德国最老的桑树[8]

## 人物
- 奥古斯特·奈德哈特·冯·格奈森瑙，普鲁士元帅